# Lepthyphantes impudicus
Lepthyphantes impudicus este o specie de păianjeni din genul Lepthyphantes, familia Linyphiidae, descrisă de Kulczynski, 1909.
Este endemică în Madeira. Conform Catalogue of Life specia Lepthyphantes impudicus nu are subspecii cunoscute.